# 練馬区投票所襲撃事件
練馬区投票所襲撃事件（ねりまくとうひょうじょしゅうげきじけん）は、1969年（昭和44年）7月に行われた東京都議会議員選挙において創価学会員が投票の終わった投票所を襲撃した事件である。

## 概要
昭和44年7月13日、東京・練馬区の第4選挙投票所（練馬区立豊玉第二小学校）において、午後6時の投票終了時間後に創価学会員の男女2名が投票に訪れた。係員が投票終了後のため投票できないことを告げると、一度は投票所から去ったが、十数名が投票所に押し掛け、「投票させろ」「できない」の押し問答となり、2人が投票できなかったことを理由に当時の公明党代議士伊藤惣助丸の秘書と名乗り、さらに百名以上が駆けつけ、投票所を取り囲んで襲撃、選挙管理委員や女性・高齢者を含む投票立会人4人に暴言、集団暴行を加え流血させ、土下座謝罪を強要した。午後10時過ぎ、練馬警察署の警察官約30名が、投票所に駆けつけ、投票箱を投票所から運び出すことができた。

### 事件の調査と対応
事件後の7月24日練馬区選挙管理委員会は「7月13日の都議選の際、選管に対する集団暴行事件があった」とする声明を区民に出した。この声明により、事件が報道された。声明を受け、翌25日練馬区議会では本会議で選管事務局長が事件の経過説明をした後陳謝した。区議会は事件に関する調査委員会を設置した。国会では事件の翌年の1970年（昭和45年）5月6日、衆議院公職選挙法改正に関する調査特別委員会で共産党の青柳盛雄が質問に立ち、この問題の詳細を取り上げて、「議会制民主主義の基礎になる選挙が、多数の暴力によって侵害され」たことを重要視し、また特別委員会の委員長に対して公明党議員による賄賂の試みがあったことなどに触れ、自治省に対処を求めた。

### 警察の対応
警視庁と練馬署は捜査の結果、最初に投票所に来た男を公職選挙法違反の容疑で逮捕、起訴されたのはこの1名だけで、「選挙事務関係者・施設に対する暴力罪、騒擾罪等」で懲役六月、執行猶予二年の有罪判決が下された。当時公明党の中央執行委員長であった竹入義勝は自身のコラム「政界回顧録」(朝日新聞）によれば、地検幹部にお目こぼしを依頼し、それがかなったことを回顧している。

### 内藤国夫の主張
ジャーナリストで事件当時毎日新聞編集委員だった内藤国夫は自書『創価学会・公明党スキャンダル・ウォッチング』で公明党の竹入委員長（当時）らが警視庁首脳部に圧力をかけ、警察からマスコミへ報道しないよう圧力がかかり公にならなかったと振り返っている。また首謀者の市川雄一（のち公明党書記長）は警視庁から指名手配寸前の危機に追い込まれたが同様に圧力をかけ事なきを得たという。

### 実行犯の証言・告白
事件から二十数年経過した1995年、当時現場にいた元創価学会幹部（以下A）が週刊誌に事件の真相を証言した。Aによれば投票終了後、公明党候補者の看板を片づけ、総ブロックの拠点に帰ったところ突然、練馬会館から“参謀室長（市川雄一）が、共産党員にやられている”という一報が入った。拠点にいた男子部員は、桜台の練馬区第4投票所に向かう。投票所に着くと、周囲には学会男子部員が百人ぐらいが駆け付けていた。Aは投票所の中に入るが、そこには選挙管理委員たちを相手に、市川雄一と青柳参謀2人が罵詈を浴びせている光景があった。またこの現場で誰が発言したかわからないが、“おれは伊藤惣助丸の秘書だ。”という怒鳴り声も聞こえ、中では市川と青柳が“投票させろ！”選管は“いや、だめだ”との言い争いが続いた。その後市川は本部に電話をするため外へ出たが血気盛んな男子部はやっちゃえという感じで、選管の人を殴る蹴ると暴行し、選管の人は口から血を噴き出していた。本部から練馬会館に集合との指示が出たため、創価学会の練馬会館へ移動、移動先にいた市川から男子部によくやったとの激励を受けたという。その後学会幹部から（このままでは参謀室長が指名手配される）何人か（市川を守るため身代わりに）自首せよということになった。幹部から「お前、（身代わりに）どうだ」と男子部員に声をかけたが皆が断ったため、最終的に当時自営業を営んでいたAともう一人が自首した。自首の際、Aは公明党幹部や学会幹部と打合せし「Aは学会員ではなく共産党を強く憎んでいる一市民」であることそして党本部からは（事件の真実は）「生涯、しゃべるな」と強要されたとしている。